# جیمز برادلی
جیمز برادلی (انگلیسی: James Bradley; ۵ مهٔ ۱۸۸۱ – ۱۲ مارس ۱۹۵۴) بازیکن فوتبال اهل بریتانیا بود.
از باشگاه‌هایی که در آن بازی کرده‌است می‌توان به باشگاه فوتبال استوک سیتی، باشگاه فوتبال ردینگ، باشگاه فوتبال لیورپول، و باشگاه فوتبال استوک سیتی اشاره کرد.